# Lamborghini Aventador
La Lamborghini Aventador è un'autovettura sportiva costruita dalla casa automobilistica italiana Lamborghini. Presentata nel marzo del 2011 al salone dell'automobile di Ginevra, è stata prodotta fino a settembre 2022.

## Il contesto
Il nome, come consuetudine della casa, rimanda al nome di un toro da combattimento (Aventador, nella fattispecie), ed è stato registrato dalla Lamborghini nel mese di agosto. Nel design appare come l'evoluzione stilistica della Murciélago, la vettura che va a sostituire, ma numerosi sono i richiami all'esclusiva fuoriserie Reventón del 2007.

## Aventador LP700-4
Viene spinta da un inedito motore V12 con un angolo di 60° tra le bancate, la cilindrata è di 6,5 litri, montato in posizione longitudinale e posteriore (da qui la sigla LP), con distribuzione a doppio albero a camme in testa  azionando 4 valvole per cilindro. Le misure di alesaggio e corsa sono rispettivamente di 95 mm x 76,4 mm e il rapporto di compressione è di 11,8:1. L'impianto di alimentazione dispone di un sistema di fasatura variabile a controllo elettronico e la lubrificazione è a carter secco. Questo propulsore è in grado di erogare una potenza massima di 700 CV a 8.250 giri al minuto mentre la coppia motrice raggiunge un picco di 690 Nm a 5.500 giri/min.

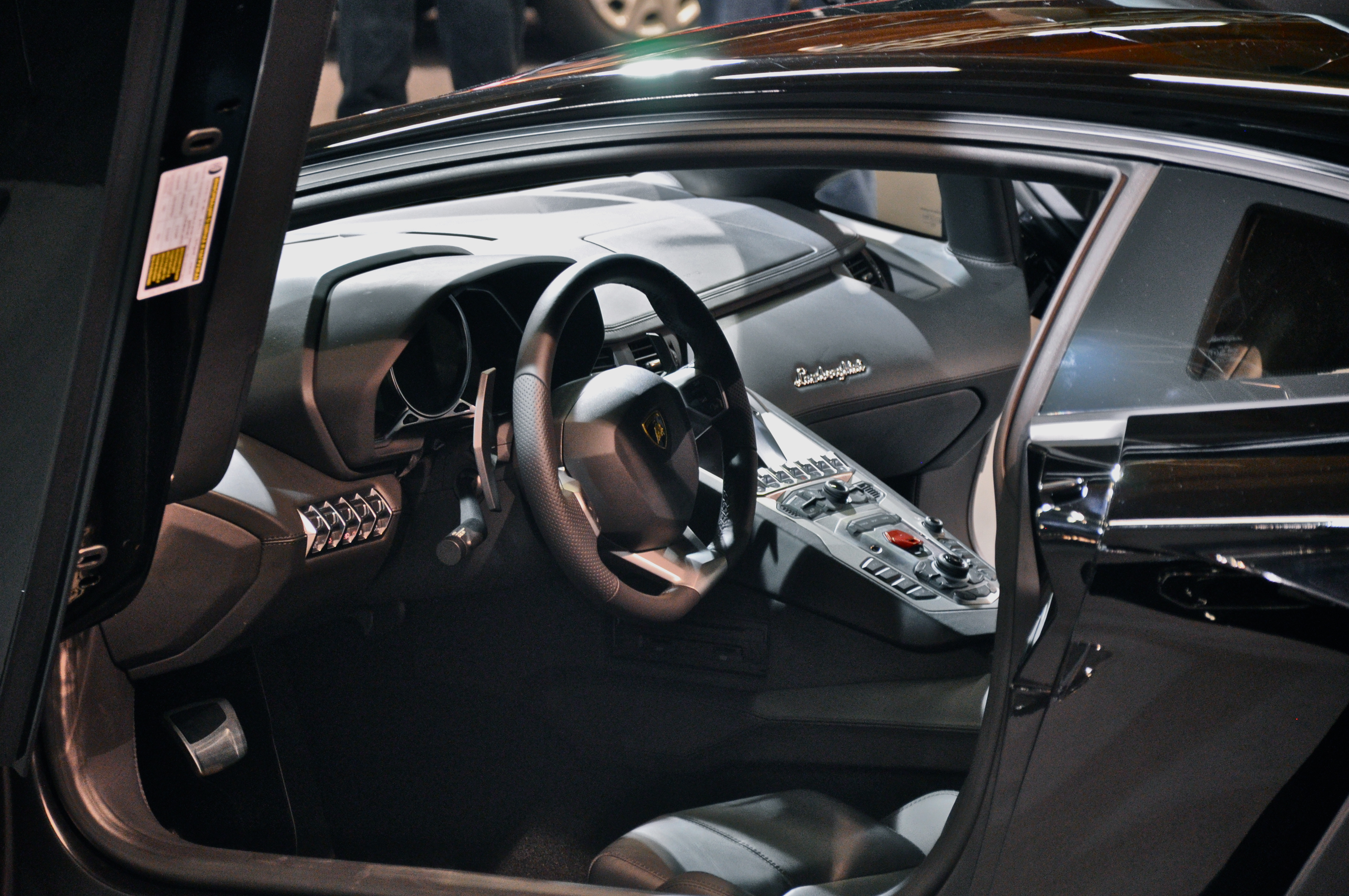
Interni di un'Aventador

L'Aventador dispone di trazione integrale di tipo Haldex a controllo elettronico e abbina al V12 il nuovo cambio robotizzato ISR (Independent Shifting Rods), un sette marce in grado di innestare i rapporti in soli 50 millesimi di secondo. Il telaio monoscocca in fibra di carbonio ha permesso di alleggerirne la massa di 90 kg rispetto alla precedente Murciélago; tale monoscocca è stata sviluppata dall'Advanced Composite Research Centre di Lamborghini, prodotta quindi internamente e senza ricorrere all'impiego di fornitori esterni. Grazie a questi accorgimenti, l'Aventador raggiunge una velocità massima di 350 km/h e accelera da 0 a 100 km/h in 2,9 secondi: tali prestazioni ne fanno la Lamborghini più veloce in produzione.
Nel novembre del 2012 la casa bolognese ha presentato la versione roadster della LP700-4. Meccanicamente identica alla versione coupé, la roadster è dotata di un tettuccio composto da una coppia di pannelli in fibra di carbonio, pesanti meno di 6 kg l'uno, riponibili in un apposito vano ricavato nel bagagliaio anteriore. I montanti posteriori hanno la doppia funzione di ancorare il tettuccio alla carrozzeria e di fungere da roll-bar. Tra l'abitacolo e il vano motore è stato posizionato un finestrino mobile per permettere o meno al motore della vettura di essere udibile.

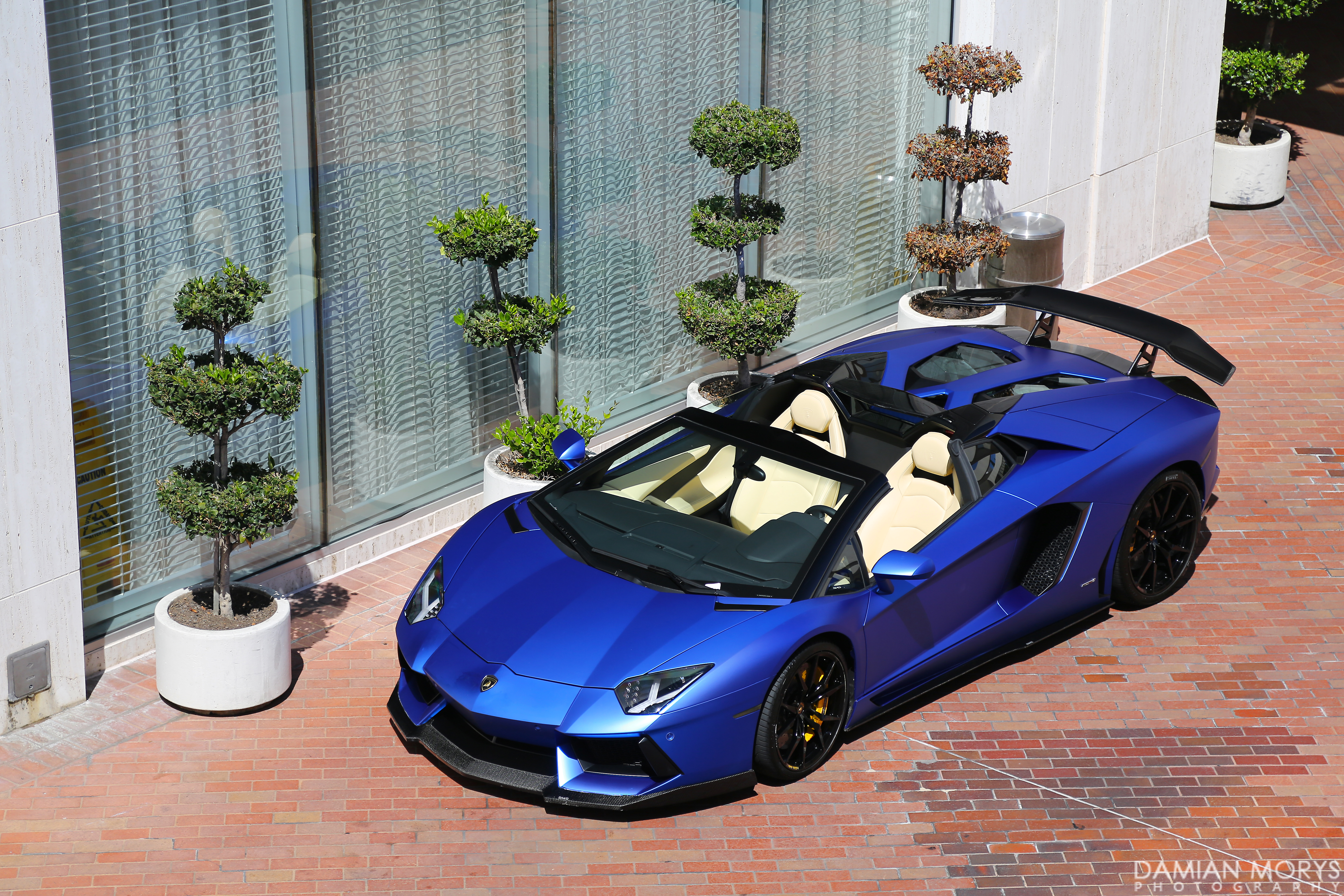
La versione roadster

Per il 2013 l'automobile riceve alcuni aggiornamenti: emissioni e consumi vengono ridotti di circa il 20% con l'adozione di un innovativo sistema start e stop, capace di riavviare il propulsore in appena 180 millisecondi grazie all'utilizzo di condensatori ad alta capacità, e di un sistema di disattivazione dei cilindri (Cylinder Deactivation System, CDS). Il CDS è in grado di disattivare una delle due bancate di cilindri, permettendo al V12 di funzionare come un 6 cilindri in linea per velocità di marcia inferiori a 135 km/h. Il telaio viene perfezionato con una taratura delle molle più rigida, che garantisce all'Aventador un miglior comportamento dinamico e maggior comfort. Agli aggiornamenti si aggiungono un nuovo disegno dei cerchi, e un pacchetto di personalizzazione opzionale di elementi fibrorinforzati per scocca e abitacolo.

## Restyling 2016

### Aventador S

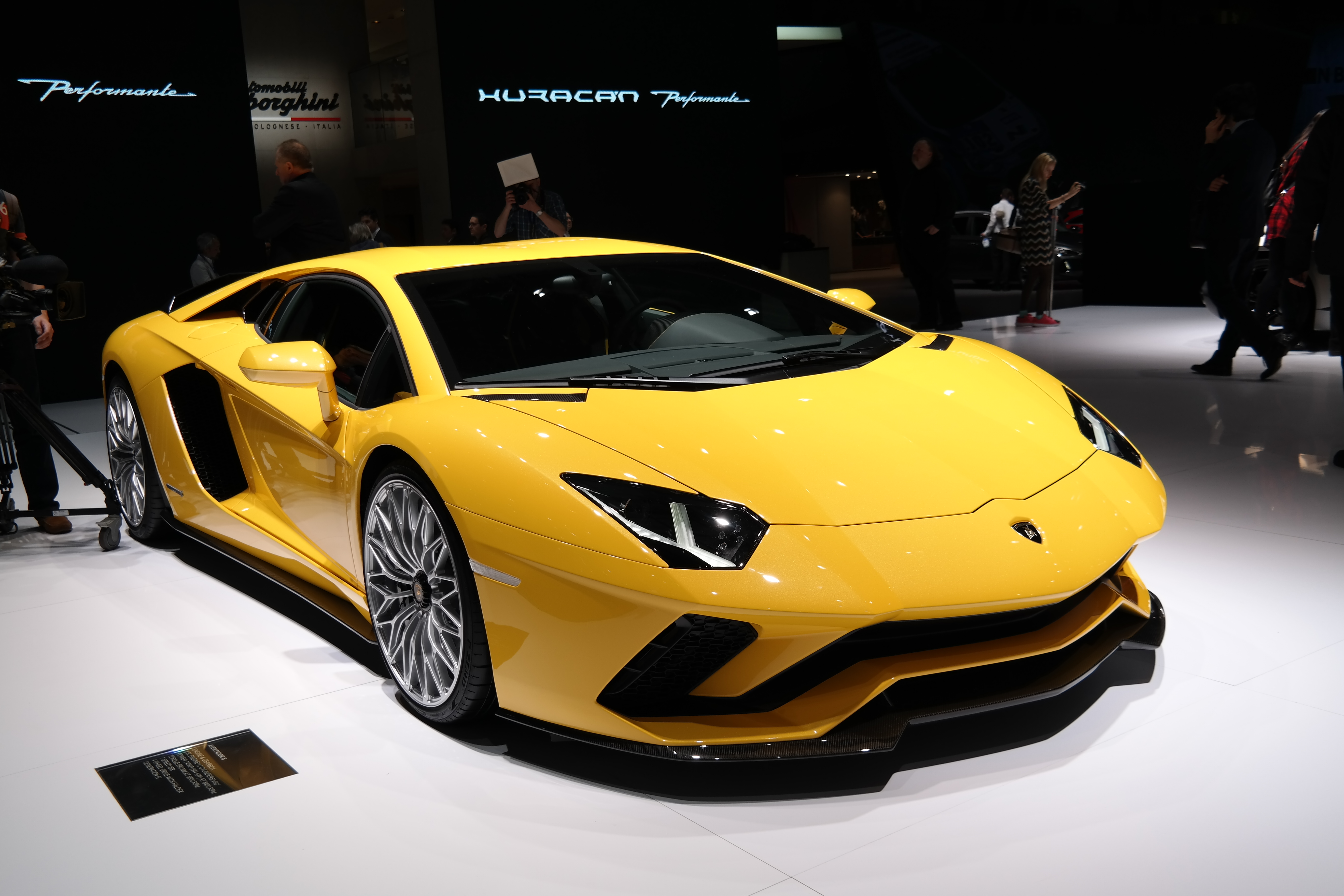
Aventador S del 2017

La Lamborghini Aventador S è stata svelata il 19 dicembre 2016 e rappresenta un profondo restyling della sportiva di Sant'Agata. Il motore V12 da 6,5 litri è stato potenziato a 740 CV erogati a 8400 giri/min, 40 CV in più rispetto alla versione standard della coupé bolognese e 690 Nm di coppia disponibili a 5500 giri/min.
L'Aventador S ha ricevuto, per la prima volta su una vettura stradale della casa del toro, le quattro ruote sterzanti unite alla trazione integrale permanente e a uno schema sospensivo leggermente aggiornato. Le sospensioni sono controllate da un sistema denominato Lamborghini Dinamica Veicolo Attiva (LDVA). Il LDVA dispone di quattro modalità selezionabili: Sport, Strada, Corsa e Ego (ovvero quella personalizzabile). I freni carboceramici sono di serie con diametro all'avantreno di 400 mm e al retrotreno di 380 mm.

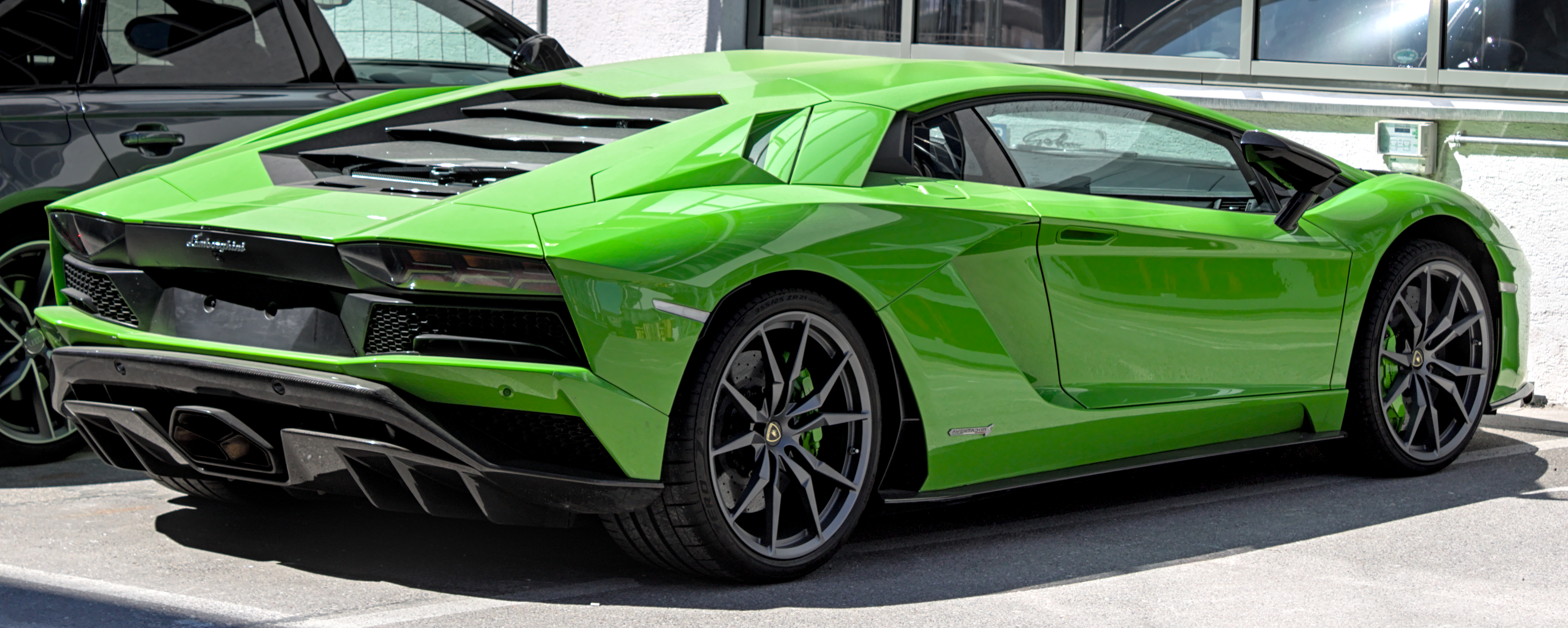
Posteriore Aventador
s

Il frontale è stato ridisegnato con un inedito splitter anteriore più grande e due nuovi condotti di raffreddamento dell'aria nel paraurti anteriore. Nella parte posteriore è presente un nuovo diffusore in tinta nera con alette aerodinamiche più grosse e un sistema di scarico costituito da tre singole uscite centrali che insieme danno vita a una forma trapezoidale. Globalmente, le modifiche alla carrozzeria hanno aumentato del 130% il carico aerodinamico sull'asse anteriore rispetto alla versione normale dell'Aventador.

### Aventador SVJ

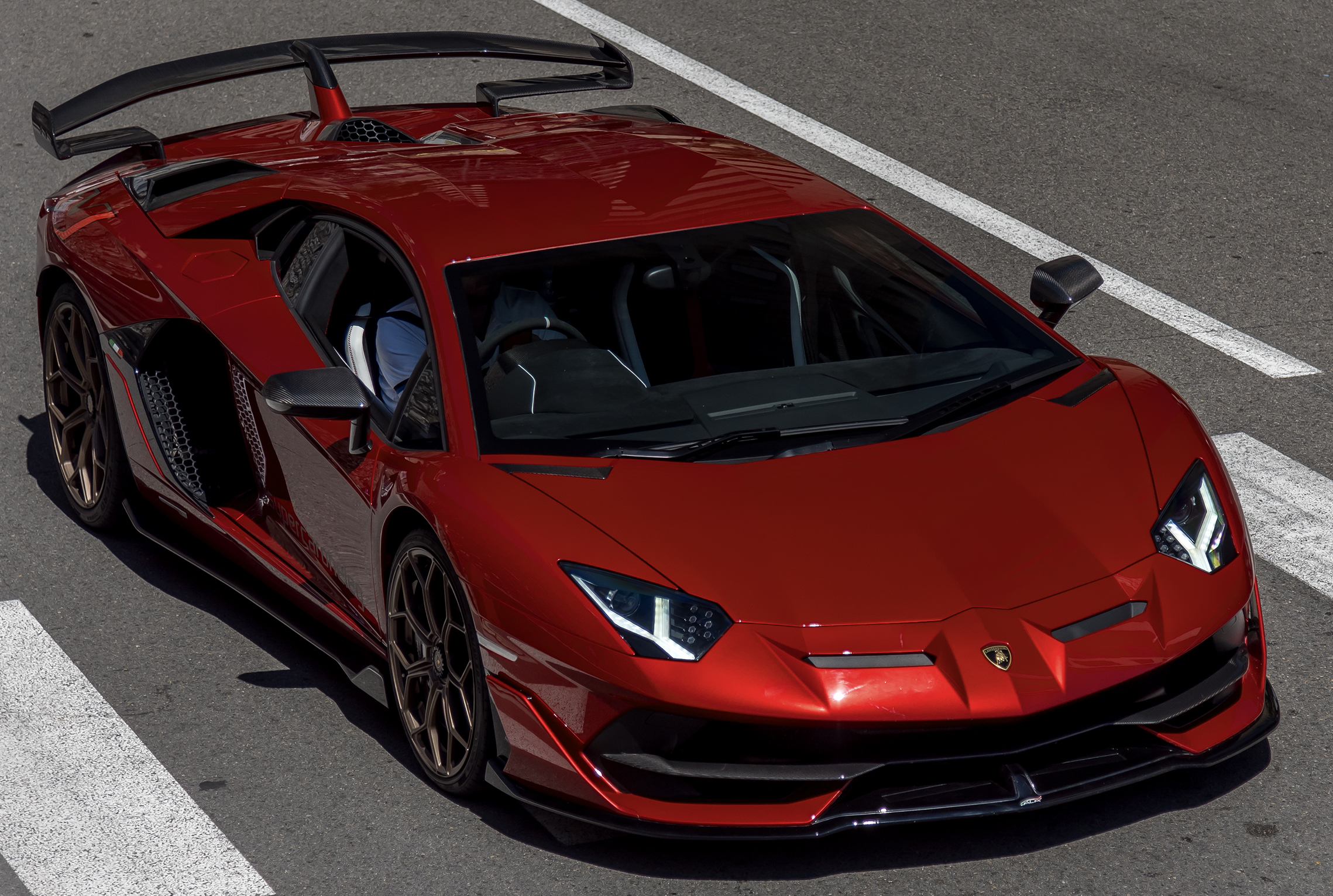
Aventador SVJ

Svelata ad agosto 2018 in occasione del Pebble Beach Concours d'Elegance, l'Aventador SVJ (acronimo di Super Veloce JOTA) è un'evoluzione della Aventador S e una versione più prestazionale rispetto alla Aventador SV, con una produzione prevista in 900 esemplari. Il 6,5 litri L539 V12 utilizzato sulle normali Aventador è stato elaborato per generare una potenza massima di 770 CV a 8500 giri/min e una coppia di 720 Nm a 6750 giri/min. 

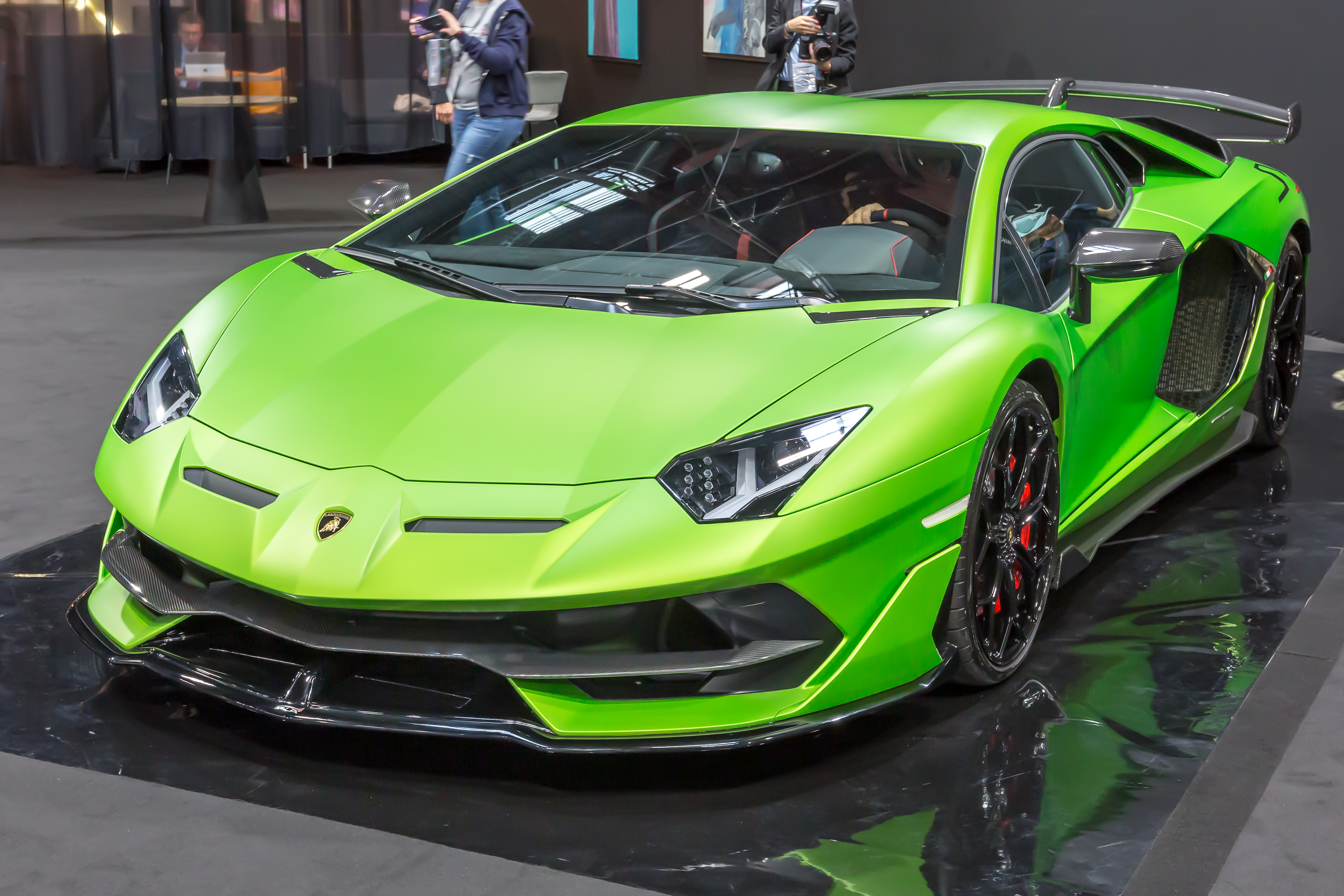
Dettaglio del frontale

L'ampio uso di fibra di carbonio per varie componenti tra cui la carrozzeria e del titanio per il sistema di scarico hanno portato il peso a 1525 kg, conferendo all'auto un rapporto peso/potenza di 0,5 CV/kg. La Aventador SVJ può accelerare nello 0–100 km/h in 2,8 secondi e nello 0–200 km/h in 8,6 secondi, raggiungendo una velocità massima di oltre 352 km/h.
Un prototipo camuffato della SVJ ha fatto registrare il record sul giro secco con un'auto di serie sul circuito Nurburgring Nordschleife nel luglio 2018, battendo il precedente record ottenuto dalla Porsche 911 GT2 RS, stabilendo un tempo sul giro di 6:44.97 con il collaudatore Lamborghini Marco Mapelli utilizzando pneumatici Pirelli Pzero Trofeo R disponibili come optional.

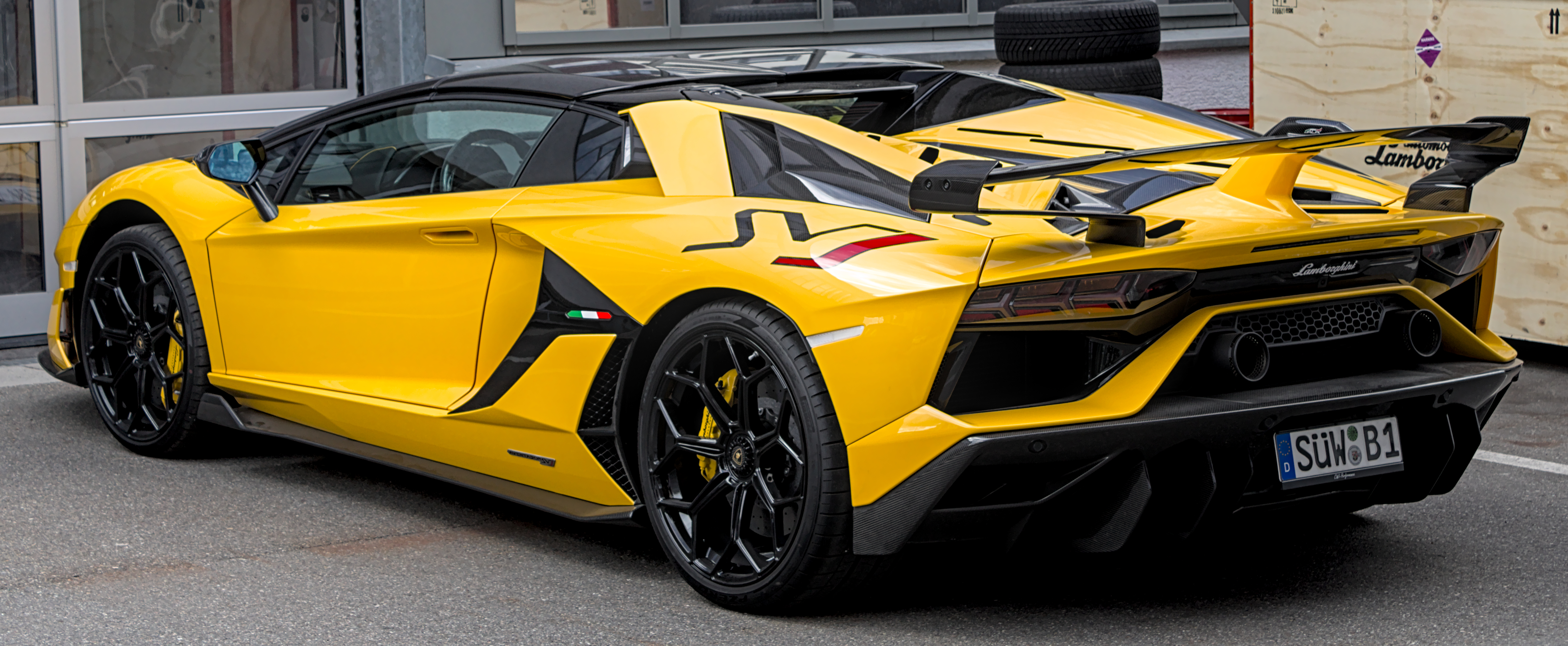
Aventador SVJ Roadster

L'Aventador SVJ presenta il sistema Aerodinamica Lamborghini Attiva (ALA) di Lamborghini. Ciò consente alla vettura di ottenere il 40% in più di carico aerodinamico rispetto alla Aventador SV e l'1% di riduzione del coefficiente di resistenza aerodinamica. Il sistema aggiunge alcune componenti aerodinamiche all'auto tra cui uno splitter anteriore maggiorato, una presa d'aria sul cofano motore, una grande ala posteriore in fibra di carbonio, una particolare carenatura aerodinamica nel sottoscocca con generatori di vortici e un grande diffusore posteriore. Il sistema funziona in combinazione con il sistema di gestione Lamborghini Dinamica Veicolo Attiva 2.0 (LDVA 2.0), che utilizza sensori inerziali per controllare l'aerodinamica della vettura in 500 millisecondi.
La variante roadster della SVJ è stata presentata al Salone di Ginevra 2019 ed è anch'essa prevista in una serie limitata di 800 unità. L'auto include un hard top removibile composto da due pezzi diversi in fibra di carbonio e conserva lo stesso gruppo moto-propulsore della coupé. Le prestazioni rimangono le stesse della coupé.

### LP780-4 Ultimae

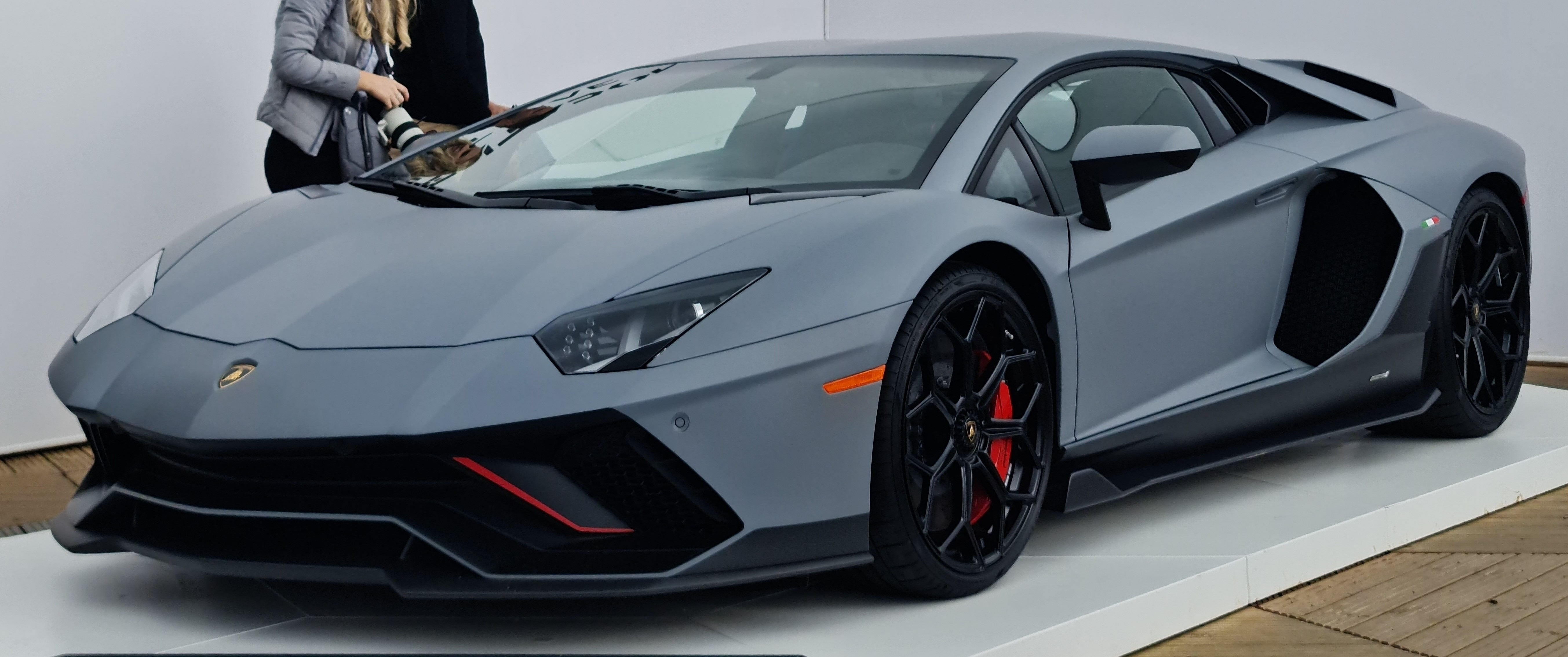
Aventador LP780-4 Ultimae

L'ultima variante della Aventador è stata annunciata in anteprima sui canali social della Lamborghini nei primi giorni di luglio 2021. 
Chiamata Ultimae, è una versione in edizione limitata prevista in 600 unità (350 per la coupé e 250 per la roadster) basata sulle Aventador S e SVJ. Il motore aspirato è stato aggiornato per erogare una potenza massima di 780 CV (10 in più della SVJ) con la stessa coppia di 720 Nm a 6750 giri/min della Aventador SVJ. La vettura accelera da 0 a 100 km/h in 2,8 secondi, con la velocità massima dichiarata pari a 355 km/h. La coupé ha un peso a vuoto di 1550 kg. 
Esteticamente la vettura riprende alcuni elementi stilistici della S e SVJ, tra cui rispettivamente il paraurti anteriore con integrato lo splitter dalla S e il posteriore con estrattore e scarichi alti dalla SVJ, ma non sono previsti per questa variante ne l'ala ne i sistemi di canalizzazione dei flussi dell'aria. È dotata inoltre del sistema a quattro ruote sterzanti e di un impianto frenante Brembo realizzato in carboceramica che le permette di fermarsi da 100 a 0 km/h in circa 30 metri.

## Versioni speciali

### Aventador Dreamliner Edition
Per celebrare la partnership dell'azienda emiliana con il costruttore aeronautico Boeing (concretizzatasi nella creazione dell'Advanced Composite Structures Laboratory Automobili Lamborghini), fu presentato un esemplare unico di Aventador con livrea bianco-blu ispirata al Boeing 787 Dreamliner durante l'Aerospace & Defence Summit 2012 di Seattle.

### Aventador J

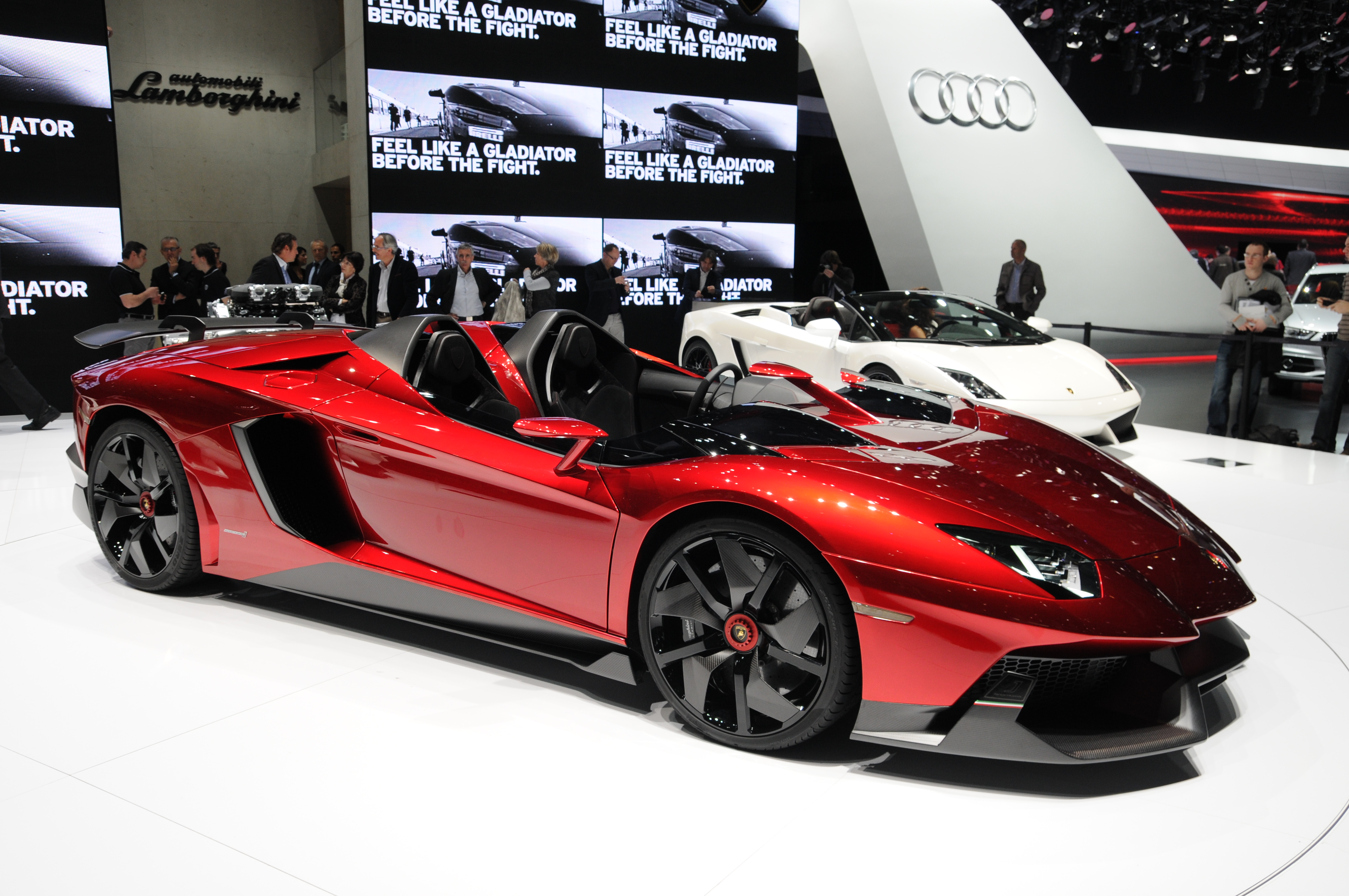
La versione barchetta Aventador J

Versione barchetta senza parabrezza e senza capote d'emergenza, l'Aventador J è una one-off presentata al salone dell'automobile di Ginevra nel marzo del 2012, è una tra le più estreme vetture Lamborghini mai realizzate. La "J" del nome riprende sia la lettera iniziale della Jota del 1970, sia il cosiddetto Allegato J della Federazione Internazionale dell'Automobile (che definisce le norme per le vetture da competizione dei vari gruppi).
È in pratica una vettura da corsa a tutti gli effetti, che va guidata con casco e abbigliamento tecnico; il posteriore è dominato dal diffusore che si estende per tutta la carreggiata, mentre gli interni non rinunciano alla sportività a discapito del lusso. La concept car esteticamente si fa notare per l'assenza del tetto e dei finestrini; meccanicamente molto simile all'Aventador, utilizza lo stesso motore V12 standard, che produce 700 CV con una trasmissione automatica a sette marce alleggerita. La vettura non dispone di aria condizionata e neppure della radio per risparmiare ulteriormente peso per un totale di 1.575 kg.

### Aventador Dubai Police Department
Nel 2013 la polizia della città di Dubai ha acquisito una Lamborghini Aventador per il proprio parco vetture. Il veicolo, oltre all'aggiunta dei vari accessori presenti sulle moderne volanti, ha ricevuto anche un potenziamento al motore e una carrozzeria irrobustita.

### Aventador LP720-4 50º Anniversario

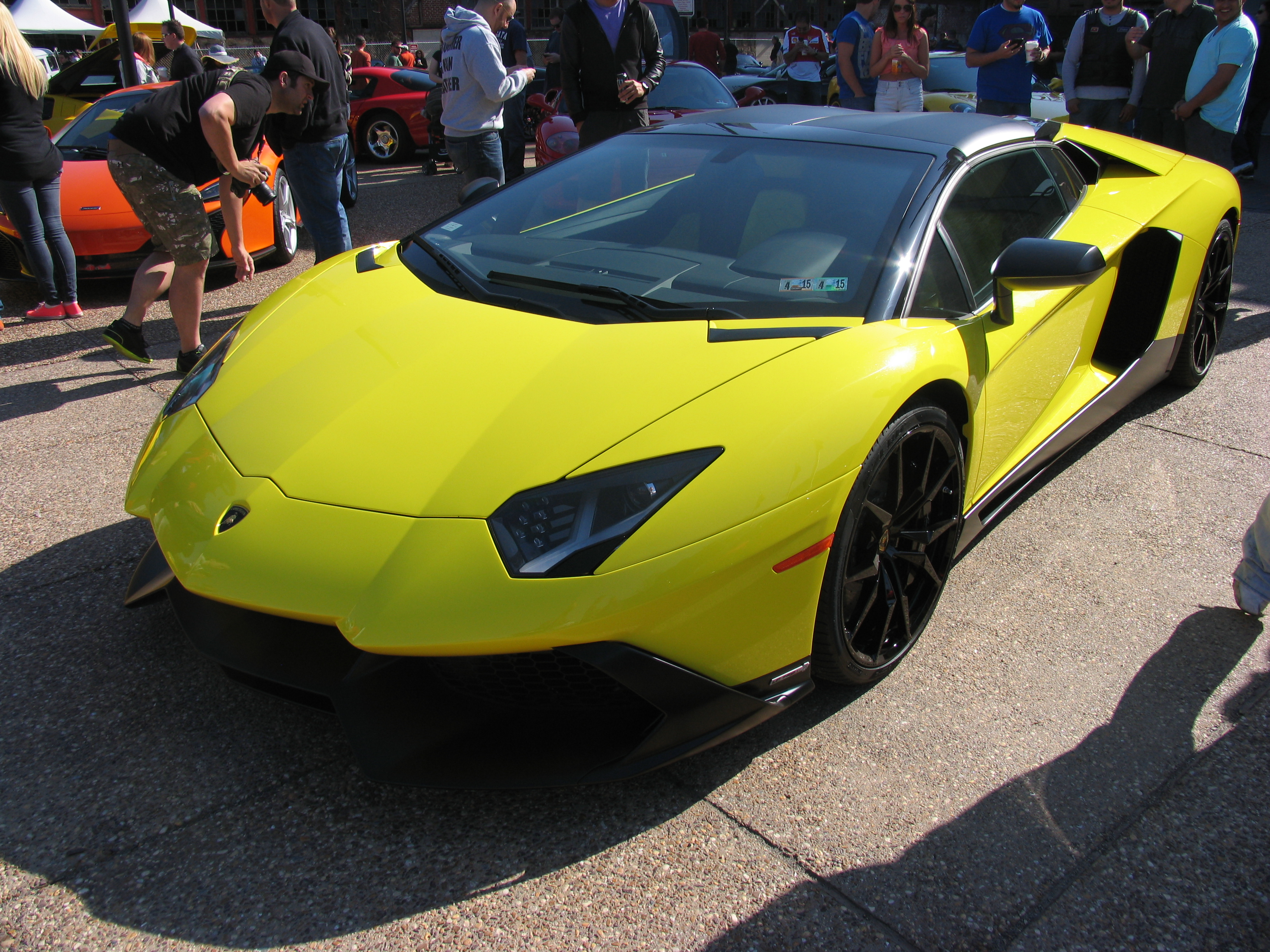
Lamborghini Aventador 50th Anniversario LP720-4

Per ricordare i 50 anni di produzione automobilistica, la Lamborghini ha presentato, presso il salone automobilistico di Shanghai, una versione speciale dell'Aventador denominata LP720-4 50º Anniversario. La vettura, prodotta in soli 100 esemplari in versione coupé e 100 in versione cabrio, con una vernice di colore "Giallo Maggio" costituita da uno strato di particelle trasparenti e altamente riflettenti, è dotata di un nuovo body kit nero, nuovi cerchi della stessa tinta e di un nuovo motore V12 da 6,5 litri che eroga 20 CV in più rispetto alla versione standard. Gli interni riprendono lo stesso schema bicolore dell'esterno, e presentano varie targhette con il numero 50 a simboleggiare la particolarità della vettura.
La vettura si differenzia rispetto alle altre Aventador da una nuova specifica taratura del motore, prese d'aria anteriori allargate ed estese con uno splitter per incrementare il carico aerodinamico, piccoli lembi fissi in carbonio nei lati del paraurti, minigonne laterali rielaborate dal colore nero opaco e nuova parte posteriore con un diffusore allargata e un reticolo espansivo che migliora ulteriormente la ventilazione del vano motore.

### Aventador LP750-4 Superveloce

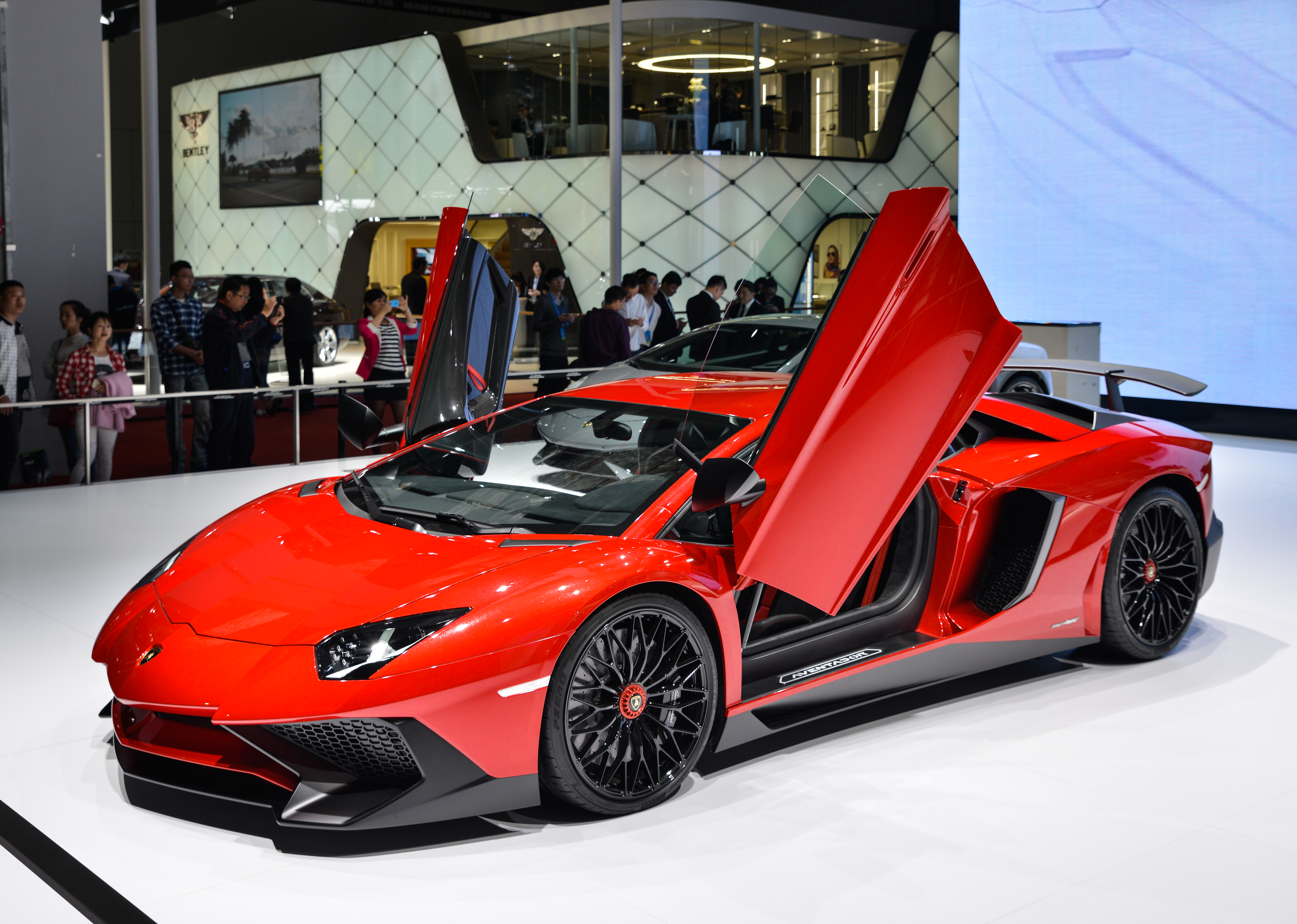
Aventador SV al Salone di Shanghai 2015

Il 3 marzo 2015 al salone di Ginevra viene presentata la più potente delle Aventador, la LP750-4 Superveloce dotato di un propulsore aggiornato, con potenza massima aumentata a 750 CV senza far ricorso alla sovralimentazione o a un boost elettrico. Grazie al peso ridotto a 1525 kg (circa 50 kg in meno grazie all'esteso uso della fibra di carbonio), la potenza del V12 aspirato incrementata a 750 CV ha portato ad un rapporto peso/potenza di 2,03 kg/CV, mentre la coppia massima è ora di 690 Nm a 5.500 giri/min, con limitatore spostato verso l'alto a 8.500 giri. Un insieme di modifiche che permettono accelerare da 0 a 100 km/h in 2,8 secondi, da 0 a 200 km/h in 8.6 secondi e da 0 a 300 km/h in 24 secondi, che le permettono di raggiungere una velocità massima di 350 km/h.
La vettura dispone anche di un miglioramento per quanto riguarda l'efficienza aerodinamica, con un carico aerodinamico aumentato del 180% rispetto all'Aventador coupé di serie. Notevoli aggiornamenti aerodinamici si notano con la presenza di uno splitter anteriore rivisto, diffusore posteriore di maggiori dimensioni e un alettone posteriore fisso. L'Aventador SV è disponibile in 34 colori. Sono anche stati aggiornati la dinamica di guida della vettura, con nuovo sterzo elettronico avanzato per avere una manovrabilità superiore alle alte velocità, sospensioni pushrod magnetiche e miglioramenti e rinforzi al telaio per aumentare la rigidità.

### Lamborghini Aventador LP 700-4 Pirelli Edition

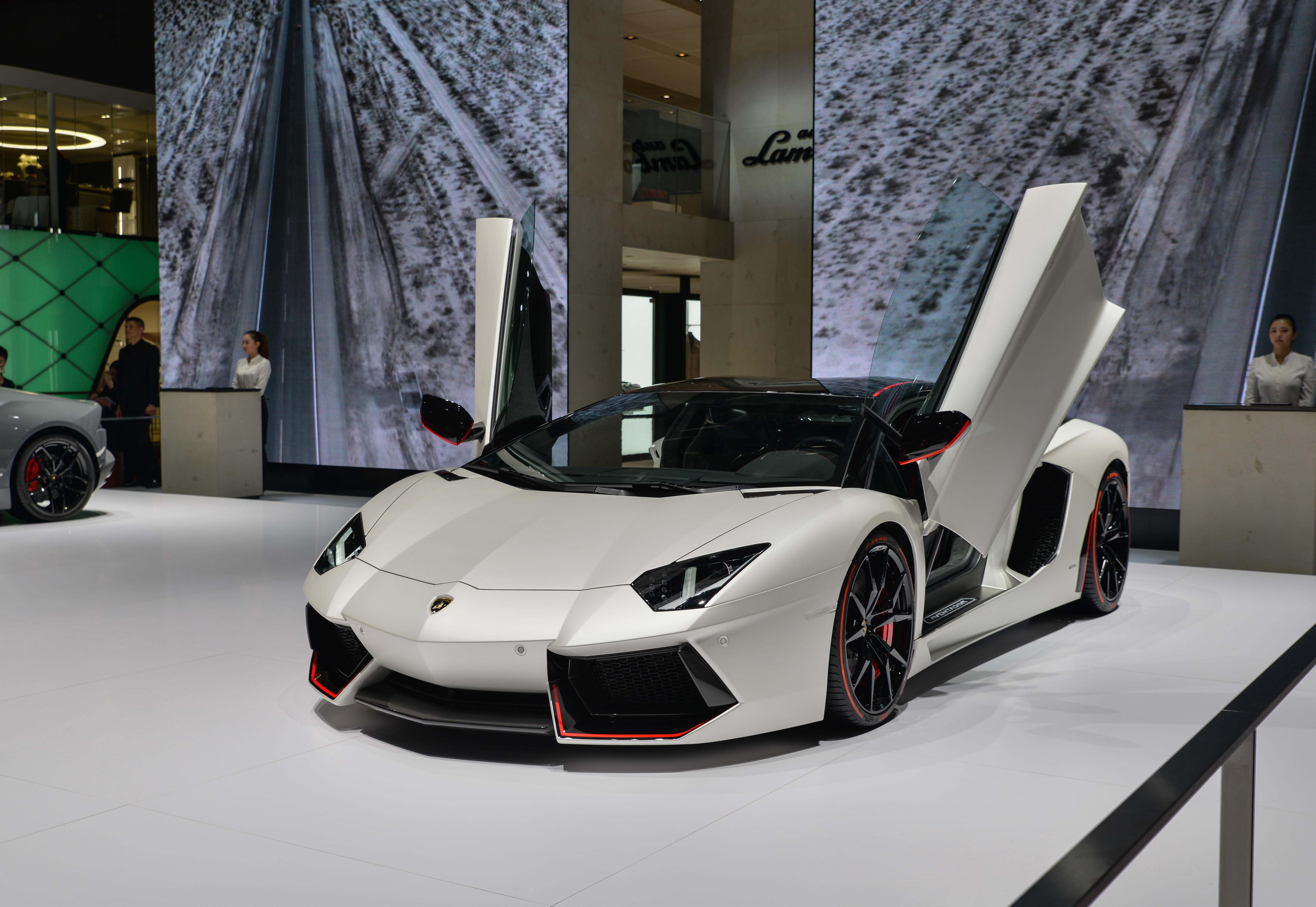
Aventador Pirelli Edition

La Lamborghini Aventador LP 700-4 Pirelli Edition è stata annunciata nel dicembre 2014. Questa edizione limitata è stata creata per celebrare la collaborazione che dura da 50 anni tra Lamborghini e Pirelli; essa è dotata di una verniciatura esterna con uno schema di disegni e colori che riprendono lo pneumatico Pirelli, con una striscia rossa sottile che attraversa il tetto.

### Lamborghini Aventador Miura Homage Special Edition
Per celebrare i 50 anni della Lamborghini Miura, una precorritrice di tutte le auto sportive V12 della Lamborghini, la casa automobilistica ha svelato l'Aventador Miura Homage. La vettura in edizione speciale è stata costruita dalla divisione di personalizzazione "ad personam" della società bolognese.